# Eleonora Giorgi (athlétisme)
Pour les articles homonymes, voir Eleonora Giorgi (homonymie) et Giorgi.
Eleonora Anna Giorgi (de son nom courant Eleonora Giorgi, son second prénom étant employé pour la distinguer de sa plus célèbre homonyme), née le 14 septembre 1989 à Milan, est une athlète italienne, spécialiste de la marche. Lors des Mondiaux de Doha en 2019, elle obtient la médaille de bronze sur 50 km marche dans le temps de 4 h 29 min 13 s.

## Biographie
Après disqualification des deux marcheuses russes, elle remporte la médaille de bronze lors des Championnats d'Europe espoirs d'athlétisme 2011 à Ostrava.
Eleonora Giorgi remporte la médaille d'or du 20 km lors des Jeux méditerranéens à Mersin en 2013.
Elle réalise son deuxième meilleur temps personnel en 1 h 30 min 1 s lors du 20 km des championnats du monde à Moscou le 13 août 2013. Son record étant de 1 h 29 min 46 obtenu sur le Mall lors des Jeux olympiques à Londres en 2012.
À Murcie, lors de la Coupe d'Europe de marche 2015, elle remporte la médaille d'argent du 20 km en 1 h 26 min 17 s, en battant son récent record italien (1 h 26 min 46 le 21 mars 2015 à Dudince, Slovaquie).
Le 7 mai 2016, elle subit sa seconde disqualification consécutive, alors qu'elle luttait avec María Guadalupe González pour la deuxième place peu avant l'entrée dans le stade, lors de sa participation aux Championnats du monde par équipes de marche 2016 à Rome, faisant perdre également la probable médaille d'argent à son équipe.
En 2018, elle remporte le trophée Lugano sur 20 km.
Le 19 mai 2019, elle remporte le 50 km de la Coupe d’Europe 2019 à Alytus, en battant le record d’Europe lors de sa première expérience sur cette distance, en 4 h 04 min 50 s. La même année, elle décroche sa première médaille majeure en grand championnat en terminant troisième du 50 km marche des championnats du monde de Doha, derrière deux athlètes chinoises, Liang Rui et Li Maocuo.

## Palmarès
| Date | Compétition                   | Lieu                        | Résultat | Épreuve                  | Marque          |
| ---- | ----------------------------- | --------------------------- | -------- | ------------------------ | --------------- |
| 2008 | Coupe du monde                | Tcheboksary                 | 27e      | 10 km marche             | 49 min 44 s     |
| 2008 | Championnats du monde juniors | Bydgoszcz                   | 18e      | 10 km marche             | 47 min 58 s 68  |
| 2009 | Championnats d'Europe espoirs | Kaunas                      | 11e      | 20 km marche             | 1 h 39 min 42 s |
| 2011 | Coupe d'Europe                | Olhão                       | 28e      | 20 km marche             | 1 h 38 min 29 s |
| 2011 | Championnats d'Europe espoirs | Ostrava                     | 3e       | 20 km marche             | 1 h 38 min 41 s |
| 2012 | Coupe du monde                | Saransk                     | 14e      | 20 km marche             | 1 h 32 min 57 s |
| 2012 | Jeux olympiques               | Londres                     | 13e      | 20 km marche             | 1 h 29 min 48 s |
| 2013 | Coupe d'Europe                | Dudince                     | 6e       | 20 km marche             | 1 h 32 min 09 s |
| 2013 | Jeux méditerranéens           | Mersin                      | 1re      | 20 km marche             | 1 h 39 min 13 s |
| 2013 | Championnats du monde         | Moscou                      | 9e       | 20 km marche             | 1 h 30 min 01 s |
| 2014 | Coupe du monde                | Taicang                     | 5e       | 20 km marche             | 1 h 27 min 05 s |
| 2014 | Challenge mondial de marche   | Challenge mondial de marche | 2e       | 20 km marche             | 34 pts          |
| 2015 | Coupe d'Europe                | Murcie                      | 2e       | 20 km marche             | 1 h 26 min 17 s |
| 2015 | Coupe d'Europe                | Murcie                      | 2e       | Par équipes              | 30 pts          |
| 2015 | Championnats du monde         | Pékin                       | -        | 20 km marche             | DQ              |
| 2015 | Challenge mondial de marche   | Challenge mondial de marche | 2e       | 20 km marche             | 27 pts          |
| 2017 | Championnats du monde         | Londres                     | 14e      | 20 km marche             | 1 h 30 min 34 s |
| 2019 | Coupe d'Europe                | Alytus                      | 1re      | 50 km marche             | 4 h 04 min 50 s |
| 2019 | Coupe d'Europe                | Alytus                      | 3e       | 50 km marche par équipes | 50 pts          |
| 2019 | Championnats du monde         | Doha                        | 3e       | 50 km marche             | 4 h 29 min 13 s |
| 2021 | Coupe d'Europe de marche      | Poděbrady                   | 2e       | 35 km marche             | 2 h 51 min 05 s |
| 2021 | Jeux olympiques               | Tokyo                       | 52e      | 20 km marche             | 1 h 46 min 36 s |

## Records
| Épreuve      | Performance             | Lieu           | Date            |
| ------------ | ----------------------- | -------------- | --------------- |
| 05 km marche | 24 min 5 s              | Viterbe        | 10 octobre 2009 |
| 10 km marche | 43 min 26 s             | Scanzorosciate | 31 mars 2019    |
| 20 km marche | 1 h 26 min 17 s (NR)    | Murcie         | 17 mai 2015     |
| 35 km marche | 2 h 43 min 43 s (NR)    | Grosseto       | 26 janvier 2020 |
| 50 km marche | 4 h 4 min 50 s (AR, NR) | Alytus         | 19 mai 2019     |